# Mulino a vento Ta' Kola
Il mulino a vento Ta' Kola (in maltese: il-Mitħna ta' Kola) è uno dei pochi mulini a vento superstiti dell'Arcipelago maltese. Ubicato sull'isola di Gozo, nel villaggio di Xagħra (Caccia), il mulino risale al XVIII secolo. La struttura, di proprietà statale, è adibita a destinazione museale, sotto la gestione dell'ente Heritage Malta.

## Storia
Il mulino fu edificato una prima volta nel 1725 durante il regno dell'ordine dei Cavalieri Ospitalieri di Malta, su ordine del Gran Maestro António Manoel de Vilhena, per far fronte alle esigenze economiche di una popolazione in crescita. Fu poi ricostruito nel 1787.
Il nome deriva da quello del suo ultimo conduttore, il mugnaio Gużeppi Grech, chiamato dalla gente del posto col nomignolo di Żeppu ta' Kola.
Il mulino, che si trova a Xagħra, villaggio dell'isola maltese di Gozo, offre ai visitatori uno spaccato della vita sulla piccola isola durante il XVIII secolo.

## Costruzione
La sua architettura ripropone quella tipica dei mulini a vento maltesi dell'epoca, con una serie di stanze adibite a usi differenziati e distribuite in un edificio di due piani, costruito attorno a una torre cilindrica centrale in pietra.
La torre centrale ospita il meccanismo di molitura, costituito da due mole circolari in pietra sovrapposte.
Il piano inferiore veniva adibito a bottega, mentre il piano superiore costituiva l'abitazione del mugnaio.